# Paxton (Massachusetts)
Pour les articles homonymes, voir Paxton.
Paxton est une ville du Comté de Worcester dans l’État du Massachusetts.
Elle a été incorporée en 1765.
Sa population était de 5 004 habitants en 2020.